# Åby, Östervåla

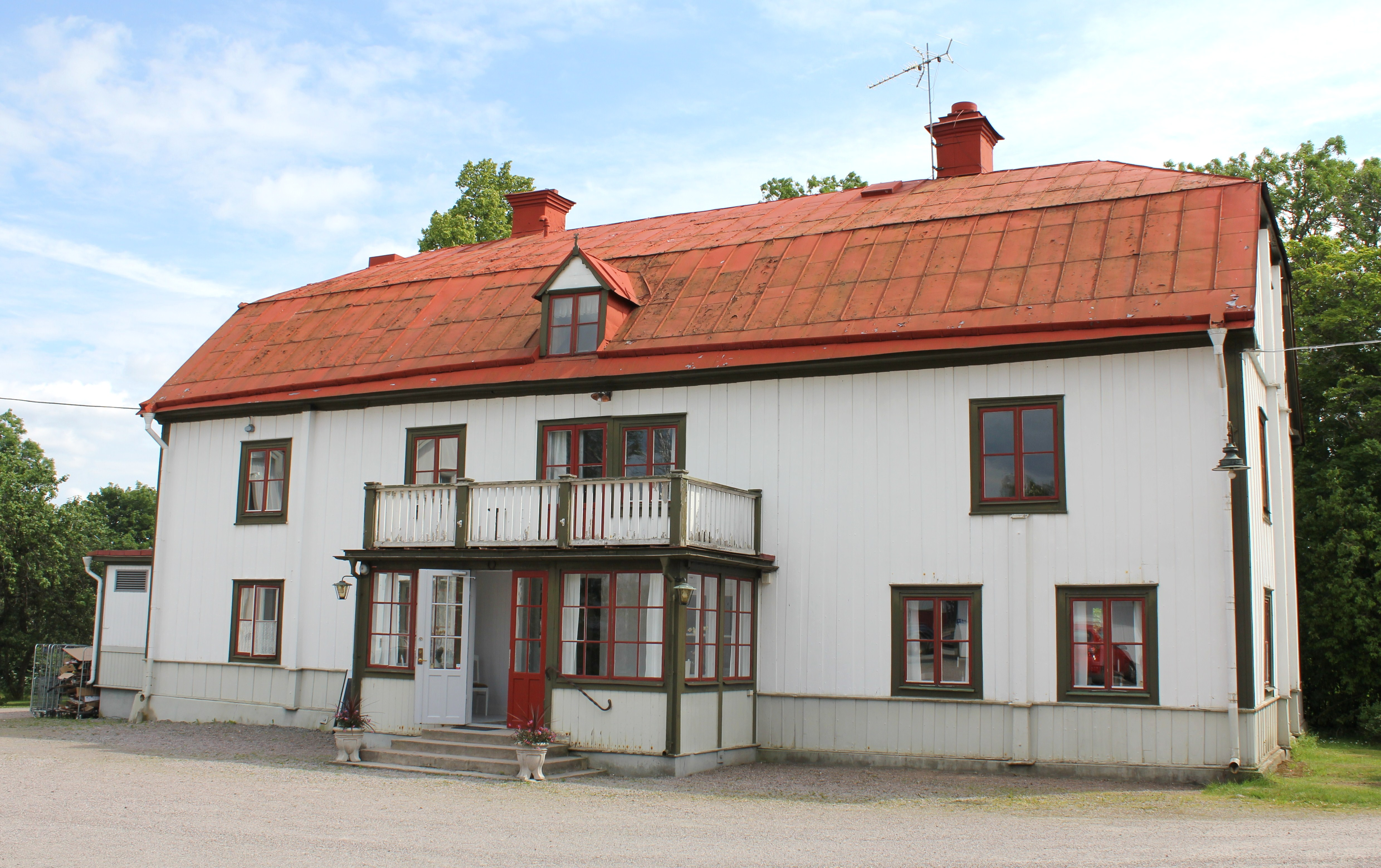
Östervåla gästgivargård i Västra Åby

Åby är en by i Östervåla socken, Heby kommun, Uppsala län. Byn har senare delats i Västra och Östra Åby, varav Västra Åby idag ingår i tätorten Östervåla.

## Historia
Åby by är med största sannolikhet forntida. I närheten av Östra Åby finns två gravar, en hög och en stensättning, troligen rester av ett större gravfält (RAÄ 18 Östervåla). Längre västerut i byn står runstenen U 1180 och alldeles i närheten finns fynd av forntida järnslagg efter en järnframställningsplats.
Byn omtalas i skriftliga handlingar första gången i markgäldsförteckningen 1312, då två, möjligen tre bönder i byn upptas. 1350 testamenterade kyrkoherden i Östervåla Peder Olofsson en gård i Åby till Östervåla kyrka. Byn omfattade 1541–1569 4 mantal kyrkojord, 2 1/2 mantal skatte samt 1 mantal frälsejord. Mantalslängden 1680 upptar tolv hushåll i byn. Soldattorpet för roten 328 Kart vid Västmanlands regemente, Salbergs kompani, låg även 1685–1730 i byn. 
Åby hade sina fäbodar vid Åbyvallen, första gången omtalad 1689. Redan 1614 var sex av bönderna i Åby gästgivare, och gästgiveriet fanns kvar här till gästgiverisystemets avskaffande 1933. 
Gästgivargården har från tid till annan fungerat som restaurang under 2000-talet. Byggnaden är förklarad byggnadsminne.
På Åbys ägor har bland annat funnits torpen Aspenstorp, Bomanslund, Fasbo, Hovstorp, Johannesborg (även kallat Skomakars), Johanneslund, Johansborg, Kaspers (även kallat Rosendal), Klockarbacken, Liljansberg, Lundbo, Nybo, Oskarslund (även kallat Skyttholmen), Utters, Åbyhus, Åbylund och Österhult.